# Alex Varoux
Alex Varoux, pseudonyme de Varoujan Alexanian, né le 2 septembre 1944 à Istanbul en Turquie et mort le 2 août 1999, est un écrivain et scénariste français, auteur de roman policier.

## Biographie
Il quitte la Turquie et arrive en France à l'âge de 3 ans. Après de médiocres études, il voyage à travers le monde en exerçant divers métiers. En 1971, au retour d'Australie, il est chauffeur de taxi puis travaille de 1973 à 1975 au Canard enchaîné. En 1979, il devient directeur de la collection Engrenage au Fleuve noir, collection de littérature policière consacrée aux auteurs français. Il le restera jusqu'en 1984.
Dès 1973, il publie son premier roman Ah… mon pote !. L'année suivante, il crée dans La Bête de Trouffignac les personnages de Lou et Globule, inspecteurs de police, gaffeurs et décontractés. « Je voyais l'impunité et l'arrogance des flics. J’ai donc pensé faire un héros ou deux qui auraient une carte de flic, qui ne seraient pas des SS, pas des salauds, mais des gens normaux ». Lou et Globule sont les héros de deux autres romans. Les trois romans de cette série sont signés Jean-Alex Varoux pour les éditions originales.
Deux de ses romans sont adaptés au cinéma, Ah… mon pote ! sous le titre L'Incorrigible et Pas ce soir chérie sous le titre Tête à claques.

## Œuvre

### Série Lou et Globule
- La Bête de Trouffignac, Série noire no 1670, 1974, Carré noir no 521, 1984
- Un Globule dans la Tamise, Série noire no 1684, 1974, Carré noir no 478, 1983
- Globule à l'heure Hasch, Série noire no 1698, 1975

### Autres romans
- Ah… mon pote !, Série noire no 1629, 1973
- Ô combien de marrants..., Série noire no 1647, 1974
- Le Dernier Vieux fou, Candeau, 1978, Engrenage no 18, 1980
- Pas ce soir chérie, Engrenage no 3, 1979, réédition sous le titre Tête à claques, dans la même collection sous le no 39, 1981, Édito-Service, coll. Les Classiques du crime, 1985
- La Photo du bon Dieu : sous pli discret, Éditions de la Table ronde, 1985

## Filmographie

### Adaptations
- 1975 : L'Incorrigible, adaptation de Ah… mon pote ! par Philippe de Broca et Michel Audiard réalisée par Philippe de Broca
- 1979 : Histoires de voyous : La Belle Affaire, adaptation de Ah… mon pote ! réalisée par Pierre Arago
- 1982 : Tête à claques, adaptation Pas ce soir chérie par Francis Perrin

### Scénarios
- 1983 : Tout le monde peut se tromper réalisé par Jean Couturier (dialogues)
- 1984 : Le Joli Cœur réalisé par Francis Perrin (scénario)
- 1987 : Chantons en chœur, adaptation d’un roman de James Hadley Chase, téléfilm de la série télévisée Série noire réalisé par Maurice Dugowson (adaptation et dialogues)
- 1989 : Un père et passe réalisé par Sébastien Grall
- 1993 : Chiens écrasés, épisode de la série télévisée Puissance 4 réalisé par Gérard Poitou-Weber

## Sources
- Claude Mesplède (dir.), Dictionnaire des littératures policières, vol. 2 : J - Z, Nantes, Joseph K, coll. « Temps noir », 2007, 1086 p. (ISBN 978-2-910-68645-1, OCLC 315873361).
- Claude Mesplède, Les années "Série noire" bibliographie critique d'une collection policière, t. 4 : 1972-1982, Amiens, Encrage, coll. « Travaux » (no 25), 1995 (ISBN 978-2-906-38963-2).
- Claude Mesplède et Jean-Jacques Schleret, SN, voyage au bout de la Noire : inventaire de 732 auteurs et de leurs œuvres publiés en séries Noire et Blème : suivi d'une filmographie complète, Paris, Futuropolis, 1982, 476 p. (OCLC 11972030).